# Schering Rosenhanes palats

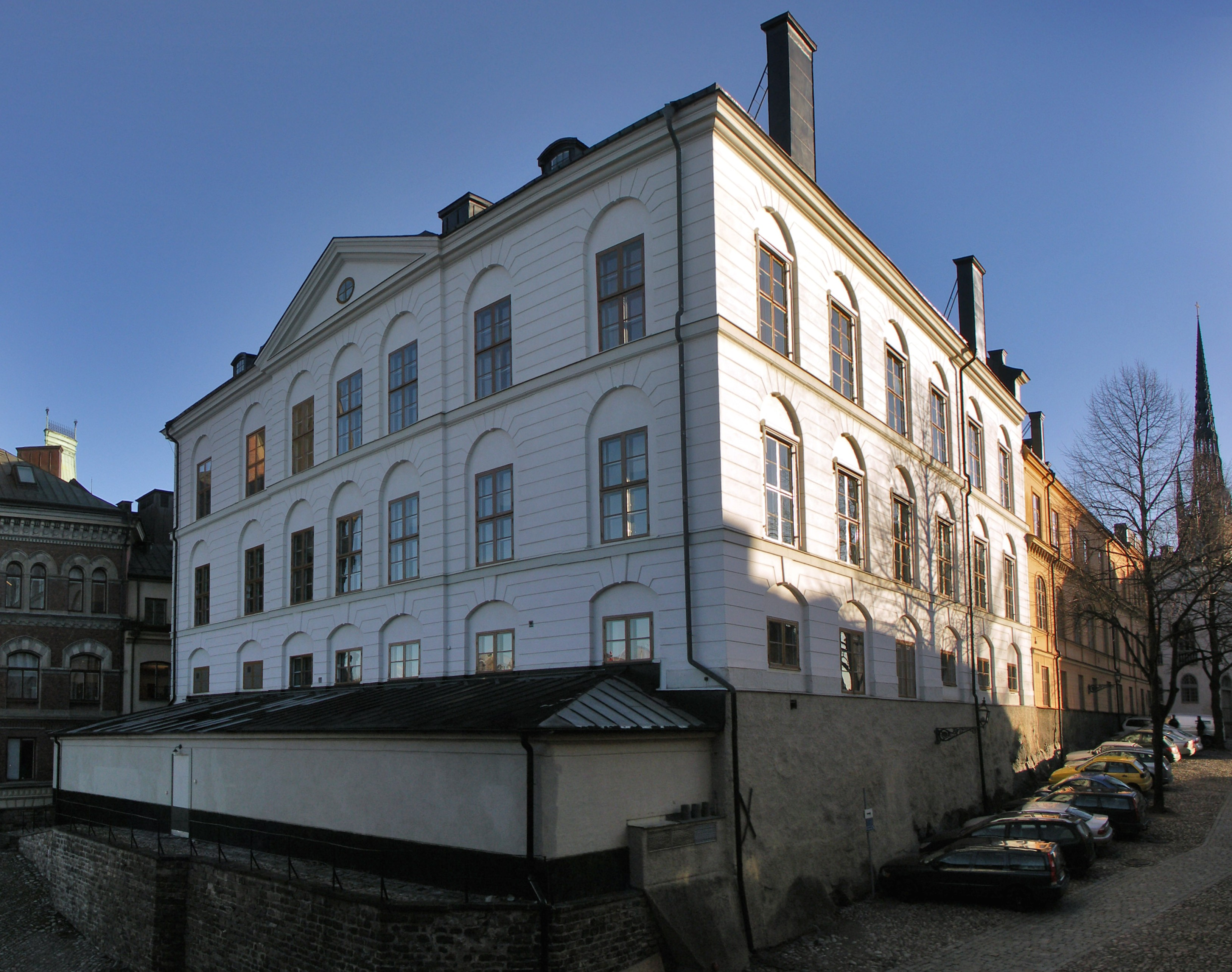
Huvudbyggnadens fasader mot norr och väst, 2008.

Schering Rosenhanes palats är en palatsbyggnad på Birger Jarls torg 10, Riddarholmen, Stockholm, uppförd 1652–1656 för överståthållaren Schering Rosenhane efter ritningar av Nicodemus Tessin d.ä..
Åren 1776–1876 var palatset Svenska Frimurare Ordens stamhus. Flyglarna, som byggdes under denna tid, den östra cirka 1800 och den västra omkring 1850, förändrade palatsets fasad mot landsidan och den muromgärdade trädgården. Fasaden mot sjösidan, Riddarfjärden, har behållit det mesta av sin ursprungliga skönhet.
Bakom en järnlucka i palatsets sockel mot Schering Rosenhanes gränd finns sedan 1886 Normalhöjdpunkten för Sverige. Att normalhöjdpunkten för Sverige hamnade just här beror på att Generalstaben inrymdes i huset. Idag används byggnaden av Svea hovrätt.

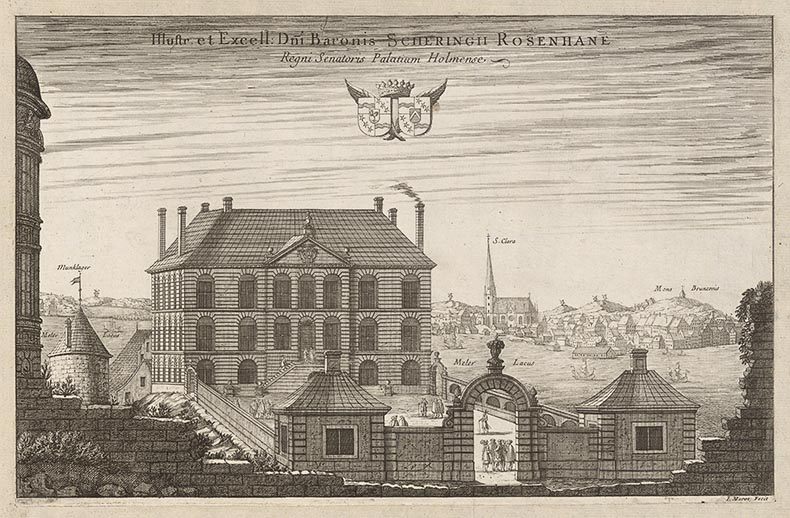
Palatset avbildat i Suecia antiqua et hodierna 1670.
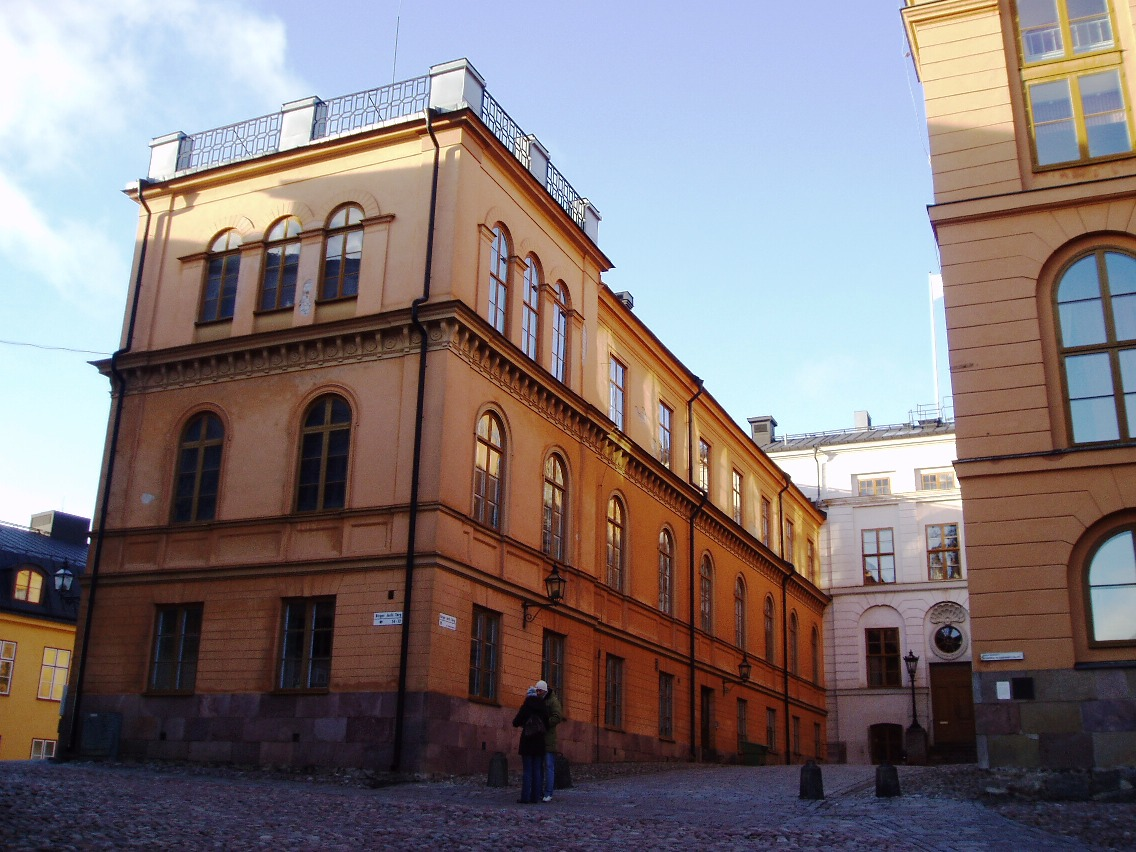
Västra flygeln, tillbyggd 1855.